# 遗腹
遗腹（?—?），东汉时疏勒（今新疆维吾尔自治区疏勒县）王，疏勒王安国舅舅的儿子，他的父亲的同母弟是臣磐。
安国死后，没有子嗣，安国的母亲把持国政，立娘家之子遗腹为王。因罪流放到了月氏（贵霜帝国）的臣磐是遗腹的叔叔，请求月氏送他回国：“安国无子，种人微弱，若立母氏，我乃遗腹叔父也，我当为王。”疏勒国人对臣磐本来就很敬爱，又见月氏强大，于是废除遗腹，共夺遗腹印绶，立臣磐为王。以遗腹为磐稿城侯。后来，莎车国背叛了于阗国而臣属于疏勒国，疏勒国便强盛起来，与龟兹、于阗两国互相抗衡。